# Franciszek Kruszelnicki

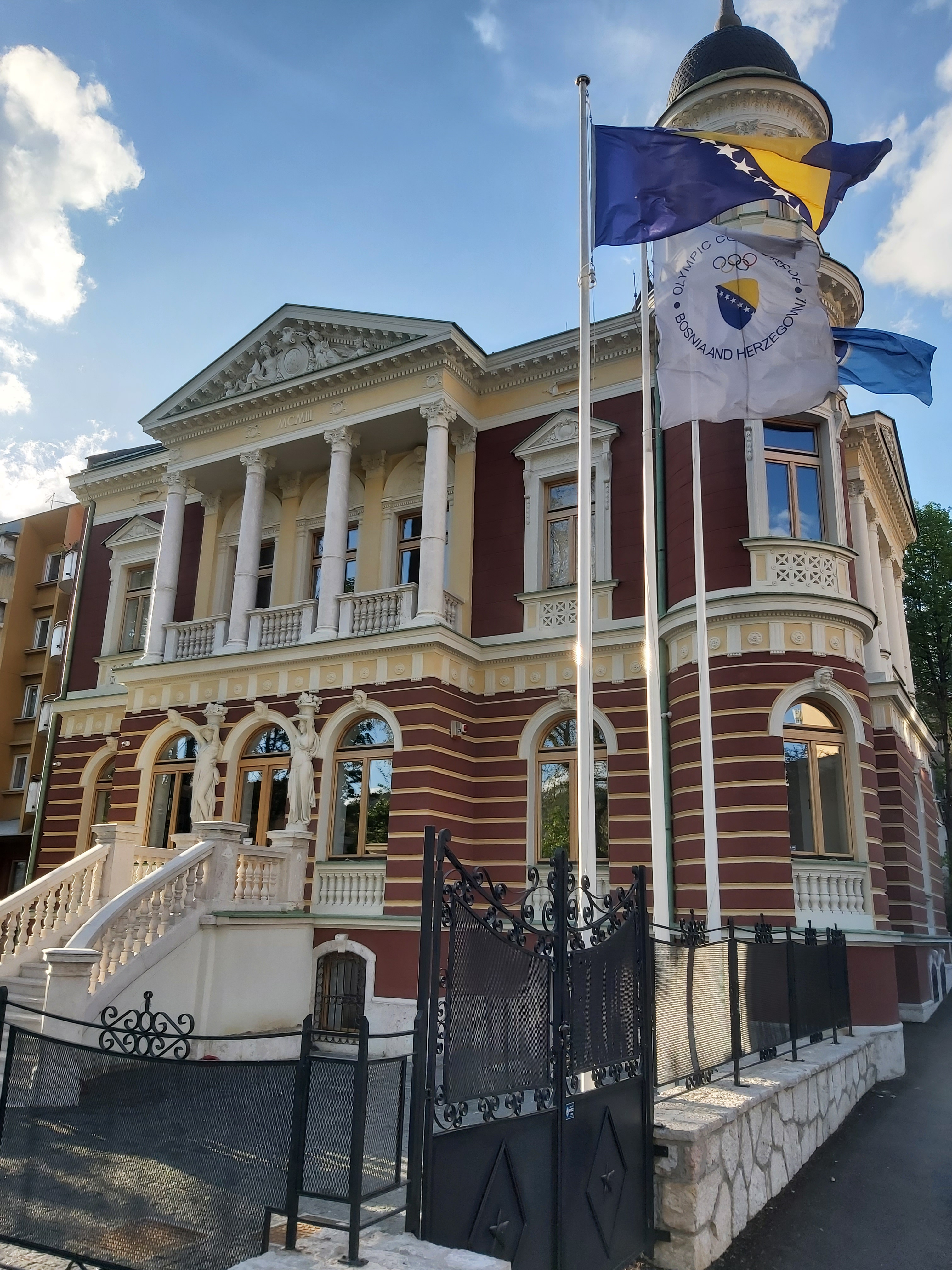
Willa Mandić, siedziba konsulatu honorowego RP w Sarajewie (widok w 2021)

Franciszek Kruszelnicki (ur. 1859 w Kołomyi, zm. 1934 w Toruniu) – polski prawnik, cywilista, sędzia, konsul honorowy RP w Sarajewie (1919–1921).

## Życiorys
Uczył się w C. K. Gimnazjum w Kołomyi, gdzie w 1879 z wynikiem celującym ukończył VIII klasę i otrzymał „chlubne świadectwo dojrzałości”. Ukończył studia prawnicze na Wydziale Prawa Uniwersytetu Lwowskiego. W 1883 przybył do Bośni i Hercegowiny, gdzie występował pod imieniem Franjo. Był wiceprezesem Sądu Apelacyjnego oraz do 1918 jednym z prezydentów senatu Wyższego Sądu w Sarajewie. Pracował także jako adwokat (miał biuro pod adresem Ferhadija 1). Jako teoretyk specjalizował się w lokalnym prawie cywilnym. Wymieniany wśród czołowych austro-węgierskich badaczy prawa szariatu. Bezpośrednio po I wojnie światowej zaangażował się w pomaganie w powrocie do nowo odrodzonej Polski zamieszkujących Bośnię i Hercegowinę Polaków oraz ewidencjonowanie wracających tędy z frontu polskich żołnierzy. Ze względu na prowadzoną już działalność oraz posiadane w Sarajewie kontakty, 23 września 1919 Ministerstwo Spraw Zagranicznych powołało go na konsula honorowego RP (według innego źródła w listopadzie 1918). Konsulat mieścił się w prestiżowej willi Mandić na ulicy Petrakijina. Głównym zadaniem w tamtym czasie było zorganizowanie repatriacji do nowo odrodzonej Polski mieszkających w Bośni Polaków. Obejmowało to m.in. organizację transportów kolejowych, potwierdzanie tożsamości wyjeżdżających, przyznawanie wiz. Placówka prowadziła także typowo konsularne sprawy, np. związane z wydawaniem dokumentów czy stwierdzeniem obywatelstwa polskiego chłopów z Galicji mieszkających w północnej Bośni. Po zrealizowaniu swojego podstawowego zadania, w styczniu 1921 konsulat zakończył działalność.
Po powrocie z Sarajewa od 31 stycznia 1921 pełnił funkcję dyrektora Sądu Okręgowego w Starogardzie. Pod koniec 1921 został awansowany na sędziego Sądu Apelacyjnego w Toruniu. W 1925 przeszedł w stan spoczynku. Specjalizował się w postępowaniu egzekucyjnym. Udzielał się w Toruńskim Towarzystwie Prawniczym, publikował w „Nowym Procesie Cywilnym”, „Czasopiśmie Adwokatów Polskich”, „Przeglądzie Sądowym”, „Palestrze”, „Głosie Sądownictwa”.
Ojciec urzędnika Tadeusza Kruszelnickiego, dziadek historyka sztuki Zygmunta Kruszelnickiego. Zmarł na przełomie maja i czerwca 1934. Pochowany na Cmentarzu św. Jerzego w Toruniu.

## Publikacje
- Franjo Kruszelnicki: Gragjanski postupak. Za Bosnu i Hercegovinu. Mostar: Štamparsko-umjetnički zavod Pachera i Kisića, 1903, s. 510. (serb.-chorw.).
- Franjo Kruszelnicki: Sistem ovršnoga i osigurnoga postupka za Bosnu i Hercegovinu. Zagreb: Dionička tiskara, 1905, s. 132. (chorw.).
- Franjo Kruszelnicki: Komentar zakonu od 2. marta 1887. za Bosnu i Hercegovinu. O pobijanju pravnih djela glede imovine insolventna dužnika. Sarajevo: Knjižara Leona Finzia, 1912, s. 128. (chorw.).
- Franjo Kruszelnicki: Kazneni zakon o zločinstvima i prestupcima za Bosnu i Hercegovinu. Sa objema novelama kaznenom zakonu i sa zakonom o lihvi: Zakon o kamatama: Zakon o stampi. Sarajevo: Leon Finzi, 1914, s. 176. (serb.-chorw.).
- Franjo Kruszelnicki: Osnovi hipotekarnoga prava po općem građanskom zakoniku s obzirom na Gruntornički zakon za Bosnu i Hercegovinu. Sarajevo: Zemaljska štamparija, 1914, s. 114. (bośn.).
- Franjo Kruszelnicki, Salih Mutapčić: Postupak pred šerijatskim sudovima u Bosni i Hercegovini. Zagreb: Dionička tiskara, 1917, s. 79. (chorw.).
- Franjo Kruszelnicki: Građanski parnični postupnik za Bosnu i Hercegovinu. S novelom gr. p. p. i drugim naredbama i upustvima za sudove. Sarajevo: L. Finzi, 1918, s. 296. (chorw.).
- Franciszek Kruszelnicki: Zarys systemu polskiego prawa egzekucyjnego i zabezpieczającego. Warszawa: Bibljoteka Prawnicza, 1934, s. 238. OCLC 750480287.

## Odznaczenia
- Krzyż Komandorski Orderu Świętego Sawy (Jugosławia)[6].

Austro-węgierskie
- Medal Jubileuszowy Pamiątkowy dla Cywilnych Funkcjonariuszów Państwowych[7]
- Krzyż Jubileuszowy dla Cywilnych Funkcjonariuszów Państwowych[7]
- Medal Pamiątkowy Bośniacko-Hercegowiński[7]